# Урош II Примислав
Урош II Примислав (на сръбски: Урош II Примислав) е велик жупан на Велико княжество Сърбия от династията Вукановичи, управлявал през 1145 – 1162 година.
Той е син на великия жупан Урош I и Анна Диогениса, внучка на император Роман IV Диоген. Наследява баща си през 1145 година и управлява с няколко прекъсвания, по време на които властта е завземана от брат му Деса.
През 1150 г. Урош се заклева във вярност на император Мануил I Комнин и поисква брат му Деса да бъде хвърлен зад решетките. Присвоява си неговата титла и владенията му (във венециански документ от 1150 г. Деса е титулуван като „Dessa Dioclie, Terbunie et Zacholmie dux“ - Дук на Дукля, Травуния и Захумлие). Деса от своя страна също полага клетва пред императора и му е поверено за управление крайбрежието на Далмация. Двамата братя управляват своите области като васали на Мануил Комнин.
През есента на 1154 г. император Мануил I Комнин урежда нов спор между Урош II и Деса, тъй като Деса е свалил Урош от престола. Императорът възстановява Урош през 1155 или 1156 г. и връща на Деса присъединените му преди това от Урош владения близо до Ниш. През 1162 година Урош е свален този път от другия си брат Белош и повече не се споменава в източниците.